# تست ورزش قلب
تست ورزش قلب یا استرس تست یا به اختصار تست ورزش (همچنین به عنوان یک آزمون تشخیصی قلب، تست ورزشی قلب ریوی و یا به اختصار آزمون CPX) یک آزمون ارزیابی وضعیت و عملکرد قلب است که توانایی پاسخگویی قلب به استرس و فشار خارجی را در یک محیط کنترل شده ارزیابی می‌کند. استرس با استفاده از فعالیت بدنی یا تزریق وریدی داروهای محرک ایجاد می‌شود.
تست ورزش قلب تست گردش خون کرونر بیمار را در حال استراحت با حالتی که در آن بیمار تحت فشار در حال فعالیت بدنی است مقایسه می‌کند و از این طریق هرگونه جریان غیرطبیعی خون به عضله قلب را نشان می‌دهد. نتایج را می‌توان به عنوان یک بازتاب کلی از وضعیت جسمی از بیمار دانست. این آزمون را می‌توان برای تشخیص بیماری عروق کرونر (همچنین به عنوان شناخته شده بیماری ایسکمیک قلب) و ارزیابی پیش آگهی بیمار پس از انفارکتوس میوکارد (حمله قلبی) به کار برد.
عوامل استرس زای ناشی از ورزش، اغلب یا ورزش بر روی تردمیل یا رکاب زدن روی ارگومتر دوچرخه ثابت. سطح استرس در این نوع فعالیت با افزایش سختی (شیب شیب بر روی تردمیل یا مقاومت در ارگومتر) و سرعت به تدریج افزایش می‌یابد. افرادی که نمی‌توانند با استفاده از پاهای خود ورزش کنند با استفاده از یک شبه دوچرخه به وسیله دستان خود رکاب می‌زنند. با اتمام تست ورزش از بیمار خواسته می‌شود که فعالیت بدنی خود را به‌طور ناگهانی متوقف نکند بلکه به آرامی شدت ورزش را طی چند دقیقه کاهش دهد.
مدیر آزمون یا پزشک متخصص به بررسی علائم و فشار خون می‌پردازد. به منظور اندازه‌گیری میزان پاسخگویی قلب به استرس، بیمار ممکن است یک دستگاه سنجش نوار قلب (ECG) به بیمار متصل شود. در این صورت، آزمون اغلب به‌طور کلی با نام تست استرس قلب شناخته می‌شود ولی با نام‌های دیگر مانند تست ورزش، تست استرس تردمیل، تست تحمل ورزش، تست ورزش یا تست استرس ECG هم خوانده می‌شود. همچنین، یک تست استرس ممکن است از یک اکوکاردیوگرام برای تصویربرداری با استفاده از امواج مافوق صوت از قلب (که در این صورت این آزمون به نام تست ورزش اکوکاردیوگرافی یا استرس اکو) یا دوربین گاما برای تصویربرداری از رادیوایزوتوپ‌های تزریق شده در جریان خون (به نام تست استرس هسته‌ای) استفاده کند.

## استرس اکوکاردیوگرافی
یک تست استرس ممکن است همراه با اکوکاردیوگرافی انجام شود. اکوکاردیوگرافی هم قبل و هم بعد از ورزش انجام می‌شود تا تفاوت‌های ساختاری قابل مقایسه باشند.
یک اکوکاردیوگرافی استراحت قبل از استرس گرفته می‌شود. تصاویر به دست آمده شبیه به آنهایی است که حین یک اکوکاردیوگرام سطحی به دست می‌آید. این تصاویر معمولاً به عنوان اکوی قفسه گذر یا اکوکاردیوگرام قفسه سینه نامیده می‌شود. بیمار از طریق ورزش یا دارو (معمولاً دوبوتامین) در معرض استرس قرار می‌گیرد. پس از رسیدن ضربان قلب به عدد مشخص، تصاویر استرس اکو گرفته می‌شود. دو تصویر اکوکاردیوگرام قبل و پس از استرس به منظور ارزیابی هرگونه ناهنجاری در حرکت دیواره قلب مقایسه می‌شوند. از این مقایسه برای تشخیص انسداد عروق کرونر استفاده می‌شود.
استرس اکو می‌تواند مشکلات زیر را تشخیص دهد که ممکن است نشان دهنده این باشد که قلب در طول ورزش به اندازه کافی خون دریافت نکرده‌است:
- تغییرات غیرطبیعی در ضربان قلب یا فشار خون.
- نشانه‌هایی مانند تنگی‌نفس یا درد قفسه سینه، به ویژه اگر در سطح فعالیت پایین رخ دهد.
- تغییر غیرطبیعی در ریتم ضربان قلب[۶]